# Курсел ле Семир
Курсел ле Семир (фр. Courcelles-lès-Semur) насеље је и општина у источном делу централне Француске у региону Бургоња, у департману Златна обала која припада префектури Монбар.
По подацима из 2011. године у општини је живело 239 становника, а густина насељености је износила 19,87 становника/km². Општина се простире на површини од 12,03 km². Налази се на средњој надморској висини од 352 метара (максималној 387 m, а минималној 297 m).

## Демографија
| 1962. | 1968. | 1975. | 1982. | 1990. | 1999. | 2011. |
| ----- | ----- | ----- | ----- | ----- | ----- | ----- |
| 160   | 167   | 161   | 171   | 193   | 187   | 239   |

График промене броја становника у току последњих година